# Foetorepus
Genre
Foetorepus est un genre de petits poissons de la famille de Callionymidés.

## Liste d'espèces
- Foetorepus agassizii (Goode et Bean in Agassiz, 1888)
- Foetorepus australis Nakabo et McKay, 1989
- Foetorepus calauropomus (Richardson, 1844)
- Foetorepus dagmarae (Fricke, 1985)
- Foetorepus garthi (Seale, 1940)
- Foetorepus goodenbeani Nakabo et Hartel, 1999
- Foetorepus kamoharai Nakabo, 1983
- Foetorepus kanmuensis Nakabo, Yamamoto et Chen, 1983
- Foetorepus kinmeiensis Nakabo, Yamamoto et Chen, 1983
- Foetorepus masudai Nakabo, 1987
- Foetorepus paxtoni (Fricke, 2000)
- Foetorepus phasis (Günther, 1880)
- Foetorepus talarae (Hildebrand et Barton, 1949)
- Foetorepus valdiviae (Trunov, 1981)